# Сиваш (монитор)
«Сиваш» — советский монитор проекта 1190 типа «Хасан». Третий корабль проекта.

## История
Морские силы РККА на Дальнем Востоке к 1920-м годам были слабы, потому СССР был вынужден отступить с морского театра военных действий и перенести центр обороны на береговую оборону и речной театр военных действий, для чего там была Амурская военная флотилия.
Такое положение стало после поражения России в русско-японской войне, в которой российский военный флот понес тяжелые потери. Для его восстановления требовались средства и время. Но их не хватало, и прибегли к полумерам: создали Амурскую флотилию и начали строить Владивостокскую крепость.
В 1910 году Амурская флотилия имела 28 судов, её боевое ядро башенные канонерские лодки типа «Шквал», бывшие в те годы лучшими в мире речными кораблями, и канонерские лодки (канлодки) типов «Бурят» и «Вогул». Но они были недостаточно мореходны, чтобы выходить в Татарский пролив.
В 1915 году бюро проектирования судов Балтийского завода в Петрограде разработало проект тяжелого монитора водоизмещением 1400 т с 120-мм орудиями. Главную энергетическую установку планировали из четырех дизелей. Но проект нереализован, ему помешали революции и Гражданская война.
В 1920-х — 1930-х годах введены в строй почти все подлежавшие восстановлению суда Амурской флотилии, из них 4 монитора, 4 канонерские лодки, 3 бронекатера и 2 тральщика смогли поучаствовать в боях против китайцев в конфликте на Китайско-Восточной железной дороге. На то время мощь флотилии считалась достаточной, планировали лишь пополнить её бронекатерами. Но в начале 30-х годов японские войска захватили Маньчжурию и вышли к границе СССР по Амуру и Уссури, нарушив строившиеся до этого планы. В ответ советское правительство в 1933 году начало принимать меры по усилению дальневосточных границ, в том числе и по рекам Амур и Уссури, дав указание запланировать строительство мониторов.

## Проектирование
В 1931—1933 годах обстановка на Дальнем Востоке была не простая. В то время южная часть Сахалина была у Японии. Так, в случае войны, Татарский пролив вместе с устьем Амура становился районом боев. В 1933 году в стоящемся Комсомольске-на-Амуре заложили судостроительный завод, который рассматривали в перспективе как крупнейший промышленный центр на Дальнем Востоке СССР. Все это взятое вместе, и специфические физико-географические условия Татарского пролива и нижнего течения Амура, требовали создания специализированных кораблей для ведения боевых действий на акваториях этого района. По принятым в то время взглядам на боевое применение и конструкции кораблей выходило, что оптимальным вариантом будет симбиоз монитора и броненосца. В 30-е годы морским монитором считали корабль, имеющий одну или две артиллерийские башни крупного калибра (305—356 мм).
Новые броненосцы береговой обороны имели скандинавские страны, где выделялись финские типа Вяйнямёйнен. Они имели «броненосную» компоновку, 280-мм артиллерию «умеренного» калибра, и более мореходны и маневренны, чем британские мониторы. Кроме этого они были универсальны в том, что предназначались и для поражения береговых объектов и для боя с кораблями. От морского монитора британской концепции отказались из-за её узкой специализации. Броненосец финского типа подходил больше, но он был слишком крупным для, хоть и полноводной, реки Амур. Поэтому монитор решили строить близко по основным размерам к зарекомендовавшим себя хорошо мониторам типа Шквал, но по броненосной схеме — более мореходными и классической архитектуры. В частности, по тактико-техническому заданию от 26 декабря 1933 года, восемь 130-мм орудий предполагали разместить в четырёх линейно-возвышенных башнях.
Предполагалось иметь мониторы, приспособленные к дальневосточному театру военных действий, который разделен на районы: участок в районе Благовещенска и по реке Сунгари, в среднем течении Амура, в нижнем течении Амура и в Татарском проливе. В проекты мониторов закладывали общие принципы, отличались же они водоизмещением, осадкой, количеством артустановок и мощностью двигателей. Впоследствии проекты для среднего течения реки Амур объединили в один проект мониторов типа «Шилка». А для Татарского пролива и нижнего течения Амура решили создать другой проект.
В 1935 году постановлением правительства определено задание на проектирование мониторов с параметрами: водоизмещение 1620 тонн, осадка 2,7 метра, скорость 15 узлов (28 км/ч), броня от 4 до 100 мм, вооружение: восемь спаренных 130-мм орудий в башнях, шесть 45-мм универсальных орудий в шести башнях 40-К (одноорудийная установка с качающеся частью противотанковой пушки образца 1932 года), шесть 12,7-мм пулеметов ДШК в трёх башнях, три самолета ОСГА-101. Особое внимание уделили повышению мореходности по сравнению с мониторами типа «Шквал» Так, при тех же восьми орудиях главного калибра водоизмещение возросло в два раза, увеличилась и осадка. Предусматривали повысить прочность корпуса, сделать полубак и установить дизели большей мощности, а для плавания в льду сделать ледокольные обводы носа. Расположение артиллерии главного калибра сделали линейно-возвышенное, двумя группами — в носу и корме, башни 40-К установили в оконечностях по типу монитора «Ударный». Для противохимической защиты боевые посты планировали с системами вентиляции, а амбразуры проектировали закрывать только газонепроницаемым брезентом. Судовые плавсредства из стального быстроходного катера (затем заменили на серийный как у эсминцев проекта 7) и двух ялов (четырех- и шестивесельного).
Как часто бывало, все пожелания заказчика в заданное водоизмещение не уложили. Поэтому в проекте номер 1190, утвержденном 2 июля 1935 года, при увеличившемся водоизмещении отсутствовал зенитный калибр дальнего боя. Зато появились 45-мм орудия, но в башнях Т-28 не пригодные для ведения огня по воздушным целям. Можно предположить, что в документации так «неудачно» названы башни 40-К, испытания которых завершались. Впрочем, в проекте оговаривалась возможная замена 45-мм орудий на 37-мм зенитные автоматы. В проекте также отсутствовали минные рельсы, но предусматривались гидросамолет СПЛ и грузовая стрела для него.

## Постройка
Головной проекта 1190 монитор «Лазо» (с 1940 года «Хасан») заложили на заводе Красное Сормово в Горьком 18 апреля 1936 года. За ним следовали ещё два — «Симбирцев» («Перекоп») и «Серышев» («Сиваш»). Их сборка и достройка в Хабаровске, куда их отправляли секциями по железной дороге.
Но 2 марта 1938 года Нарком ВМФ утверждает изменения в проект строившихся мониторов. Водоизмещение ещё возросло, а количество башен главного калибра сократили до трех. Вместо четвёртой решили установить спаренную 76-мм зенитную установку 39-К. Теперь стандартное водоизмещение должно было быть 1630, а полное — 1790 т при длине 83 м и осадке 2,85 м. С таким вооружением мониторы пр.1190 и построили, но их размеры ещё увеличили.
Постройка мониторов шла медленно и осложнена переделками, вызванными изменениями состава вооружения и возрастанием веса башен главного калибра. Дело в том, что для этих кораблей решили спроектировать новые башни Б-28. Задание на их разработку выдали ещё в марте 1936 года, но разработка затянулась, и проект утвердили только в декабре 1939 года. Башня Б-28 разрабатывалась параллельно с башней Б-2-ЛМ для эсминцев. Сначала, в декабре 1938 года подготовили эскизный проект башни Б-2-КМ, на 80 % унифицированной с Б-2-ЛМ и планировавшейся для крейсеров и мониторов. Но тогда от них отказались в пользу Б-28. Полигонные испытания опытной башни прошли в марте-апреле 1941 года, и в апреле 41-го начали заводские испытания первых шести серийных башен, из них три доставили на Амур и установили на головном мониторе «Хасан». Поскольку Б-28 изготовлял завод «Большевик», то с началом блокады Ленинграда их производство прекратили и из-за малосерийности нигде не возобновляли. Но «Перекоп» и «Сиваш» уже были на плаву, тогда и реанимировали идею модификации Б-2-ЛМ. В 1943 году завершили разработку башни Б-2-ЛМТ с усиленным бронированием и в 1946 году изготовили шесть башен Б-2-ЛМТ для второго и третьего мониторов проекта 1190/
Создание нового кораблей проекта 1190 было сопряжено с большими трудностями. Флот, стремясь получить самыые совершенные мониторы, постоянно изменял и дополнял требования. В проект заложили типы вооружения, которых ещё не было. Если строительство корпусов шло по плану, то башни главного калибра находились в стадии разработки и не даже не определён тип башни (со спаренными или одиночными пушками). Но утвердили тип орудия: 130-мм 50 калиберное орудие Б-13 (Б — завода «Большевик»).
Дополнения и улучшения не прекращали: на боевой рубке сделали верхний ходовой мостик с 7-мм броневым бортом, затем его сдублировали кормовым ходовым мостиком с таким же бортом на высоте 8,3 м от ватерлинии. Но опыт войны в Испании показал уязвимость от огня штурмовавшей авиации открытых боевых постов и низкую эффективность неавтоматических пушек малого калибра.
Небольшой полубак позволял кораблям выходить из Амура в Татарский пролив при волнении 5-7 баллов.
Бронирование — 37,5 и 75 мм главный пояс (в центре и в оконечностях), 25 и 40 мм бронепалуба (в центре и в оконечностях), 50 и 100 мм башни главного калибра (борта и лоб).
К 1938 году постройка мониторов оказалась в тупике. Корабли были сильно перегруженны, осадка превысила допустимую, а так как дополнительные веса были выше главной палубы, то уменьшилась и остойчивость. Для сохранения остойчивости между 55-м и 56-м шпангоутами сделали цилиндрическую вставку длиной 6 м, сняли одну башню главного калибра, авиационное оборудование и самолеты, очередной раз переместили зенитную артиллерию и пулеметы. На вооружении мониторов ввели универсальную артиллерию среднего калибра из системы управления зенитным огнем и двух башен 39-К. Они устанавливались на месте третьей башни главного калибра на бронированной надстройке, стабилизированный визирный пост (СВП) стоял на кормовой части верхнего мостика. Командно-дальномерный пост (КДП) нового типа Б-43-2 с двумя 4-метровыми дальномерами был размещен над штурманской рубкой на цилиндрической колонне. Башни 40-К заменены на 41-К со спаренными 45-мм пушками и перенесены с оконечностей на второй ярус надстройки, а дальномер для них (ДМ-1,5) — на открытую площадку верхнего мостика (почти единственный боевой пост, не защищенный броней). Четыре башни ДШКМ-2Б с пулеметами разместили попарно на втором ярусе надстройки на крыльях мостика в закрытых казематах, а пятую (на палубе у 112-го шпангоута), оказавшуюся в зоне газового конуса при стрельбе башни главного калибра в корму, перенесли в район 119-го шпангоута. По воспоминаниям матросов, служивших в войну, этой башни не было.
После срочных мер работы в Сормове закончены и 25 июля 1939 года эшелон с секциями оконечностей (20 платформ) отправили в Хабаровск, где в ноябре заложили монитор «Хасан» (к тому времени мониторы получили новые названия: «Хасан», «Перекоп» и «Сиваш»).
Всего построено три монитора:
- «Хасан» (до 25 сентября 1940 года «Лазо»),
- «Перекоп» (до 25 сентября 1940 года «Симбирцев»),
- «Сиваш» (до 25 сентября 1940 года «Серышев»), с 15 сентября 1960 года ПКЗ-22, с 31 июля 1964 года ПКДС-7[1].

## Тактико-технические характеристики (монитор «Хасан», 1944 год)
Водоизмещение, тонн:
- стандартное — 1729
- нормальное — 1818
- полное — 1900

Высота над ватерлинией, м:
- верхняя палуба — 1,3
- палуба бака — 2,6
- палуба юта — 1,2
- ходовой мостик — 8,3
- клотик — 21,3

Скорость хода, узлы/км/ч:
- 15,4 максимальная
- 11,0 экономическая

Дальность плавания, мили/км:
- при скорости 11 узлов (20,4 км/ч) — 5513 (10 200 км)
- при скорости 10 узлов (18,5 км/ч) — 5920 (11 000 км)[1]

## Артиллерийские установки главного калибра и их система управления огнём
Ещё в марте 1936 года конструкторскому бюро завода «Большевик» дали задание на разработку 130-мм двухорудийных башен для речных мониторов проектов 1190 (типа «Хасан») и СБ-57 (типа «Шилка»). Разработка затянулась, и рабочий проект установки Б-28 утвердили только в декабре 39 года. В отличие от башни Б-2-ЛМ для лидеров и крейсеров, башня Б-28 не делилась продольной переборкой на два орудийных отсека, кроме того, из-за малой высоты корпуса мониторов, подбашенное отделение оказалось в погребе, что позволило сократить количество перегрузок, а значит и расчет башни. Снарядный погреб был внутри жесткого барабана, зарядный был вне него. Полигонные испытания опытной Б-28 в марте-апреле 41 года, и в апреле начали заводские испытания первых шести серийных Б-28, которые окончили до начала войны. 4 башни отправили в Киев, где они пропали с недостроенными мониторами «Видлица» и «Волочаевск», 3 доставили на Амур и установили на головном мониторе проекта 190. Так как Б-28 изготовлял завод «Большевик», то с началом блокады Ленинграда их производство прекратили и из-за малосерийности не возобновляли. А башни Б-2-ЛМ были нужны для достройки эсминцев проекта 30, заложенных в Молотовске. Поэтому в 42 году заводу № 402 заказали 16 башен Б-2-ЛМ. И хотя план на 43 год сначала сократили до 2 башен, но производство организовать так и не смогли и Б-2-ЛМ начали серийно выпускать после войны. Естественно, к тому времени проще построить 6 несерийных башен с усиленным бронированием, чем организовывать новое производство Б-28. Вот так на однотипных мониторах оказались башни разных образцов.
Приборы управления стрельбой мониторов проекта 1190 системы управления огнём (СУО) «Мол» основывались на центральном автомате стрельбы-4М (ЦАС-4М) с командно-дальномерным постом (КДП) 2-4л-П. КДП2-4л-П — модификация КДП2-4 системы управления огнём «Мина» и лучше защищен: стенки, крыша и головка ВМЦ-2 — 8 мм, кожуха дальномеров — 2 мм. Конечно КДП с более солидным весом 9,45 тонны. В отличие от предшественника центрального автомата стрельбы ЦАС-4, созданного ещё в 1929 году для мобилизуемых судов, новый ЦАС-4М работал на переменном токе и имел более высокую точность. Он обеспечивал центральную наводку и предназначен для стрельбы по наблюденным данным. ЦАС не имел самохода, мог работать на дистанциях 0-150 кабельтовых (0-27,76 км) при скорости цели до 46 узлов (85,1 км/час). Башни имели свой автомат стрельбы 1-Б, который обеспечивал и стрельбу по невидимой береговой цели с использованием вспомогательной точки наводки. Такого башенного автомата не имел ни один флот мира. Башни с визирами ВБ-1 и МБ-3. В СУО отсутствовали посты ночной центральной наводки и дистанционного управления боевым прожектором, хотя один 60-см прожектор МПР-э6,0-3 был предусмотрен.

## Служба
Монитор «Сиваш» спущен на воду 1 октября 1941 года. Достраивался уже после войны и получил штатное вооружение. На нём отрабатывали способы боевого применения мониторов на Амуре. Исключен из флота в конце 50-х годов, с 15 сентября 1960 года плавучая казарма ПКЗ-22. После разоружения своим ходом перешел на Камчатку, где с 31 июля 1964 года использовался как энергетическая станция ПКДС-7, затем как склад.
После поражения Японии в 1945 году мониторы во многом утратили значение, так защита низовьев Амура почти утратила актуальность, а применять их на Тихом океане было невозможно из-за низкой мореходности.